# Институт за модерна политика
Институтът за модерна политика (ИМП) е независима научноизследователска организация, съгласно Регламент 800/2008 г. на Европейската общност, регистрирана в обществена полза. Включва широк интердисциплинарен екип от юристи, социолози, политолози, общественици и представители на академичните среди с подчертан интерес в областта на доброто управление, конституционализма и парламентаризма, развитието на законодателството и защитата на гражданските права.
Институтът за модерна политика определя като своя обществена мисия осъществяването на:
- научни изследвания в областта на правото, социологията, историята и културно-историческото наследство;
- разработване на независими анализи, препоръки и предложения по въпроси, свързани с прилагането на принципите на добро управление, конституционализма и парламентаризма и гражданските права и свободи;
- активно участие в дебати по важни промени в законодателството;
- разработване на нови идеи как да се реализират в пълен обем принципите на добро управление на национално и на местно ниво и предоставянето им на органите на властта.

Според обявените си цели мисията на Института за модерна политика е да насърчава плуралистичната обществена дискусия и да предлага иновативни, практически ориентирани препоръки за по-пълно прилагане на принципите на доброто управление, за утвърждаване на ценностите на съвременния конституционализъм и парламентаризъм и защитата на човешките права в България.

## Извършвани дейности

### Мониторинг на парламента и законодателството
От декември 2009 г. Институтът публикува периодични мониторингови доклади „За състоянието на парламентарното управление“. В тях се анализират приеманите закони, парламентарния контрол и поведението на парламентарните партии и коалиции от гледище на гражданските права и принципите на добро управление. ИМП прави и специални доклади за спазването на човешките права от МВР и службите за сигурност, за реформата на избирателната система и за правно-политическите ефекти от Трансатлантическото споразумение между ЕС и САЩ (TTIP). От 2014 г. ИМП разработва и Годишен доклад „Уязвими групи и дискриминация“, който се представя на 10 декември по повод Международния ден за правата на човека. Институтът разработва и предоставя на държавните институции становища по законопроекти, предложения за законодателни промени и усъвършенстване на парламентарните процедури.

### Участие в дела пред Конституционния съд
ИМП е и субект на конституционното правосъдие, след като Конституционният съд конституира организацията като страна по важни конституционни дела – № 3/2011 и 4/2011 и редица други. За периода 2011 – 2012 г. Институтът е бил страна и е представил становища по общо 14 конституционни дела . Становищата на института по конституционни дела и тяхното отражение върху практиката на Конституционния съд в периода 2011 – 2014 са обобщени и анализирани в изданието „Гражданско участие в конституционното правосъдие“, 2014 г.

### Социологически изследвания
През 2012 г. Институтът за модерна политика сформира нова програма „Социологически изследвания“ в съответствие със заявените цели и предмет на дейност, вписани в съдебното решение и в публичния регистър на организациите за осъществяване на общественополезна дейност при Министерството на правосъдието. Социологическият екип на ИМП осъществява чрез собствена анкетьорска мрежа проучвания на обществено-политическите нагласи, както и маркетингови проучвания за свои корпоративни клиенти и банкови институции.

### Свобода на словото и медиите
През 2011 – 2013 г. Институтът за модерна политика осъществява съвместен проект с германската либерална Фондация „Фридрих Науман“ на тема: "Темите табу в българските печатни и онлайн медии
През 2012 г. Институтът заедно с Агенция БГНЕС и фондация „Фридрих Науман“ организира две дискусии на тема „Медиите без филтър“, които се излъчват онлайн на живо .

### Почетна грамота „За модерен парламентаризъм“
През декември 2010 г. ИМП учредява Почетна грамота „За модерен парламентаризъм“. Според оповестения статут на грамотата, с нея се удостояват „народни представители, които със свои инициативи са допринесли за разширяване на прозрачността на парламентарната институция, за по-добрия достъп на гражданите и техните организации до законодателния процес и за активна законодателна, парламентарна защита на гражданските права и свободи“. Първият носител на грамотата за 2010 г. е председателката на XLI НС Цецка Цачева за въведените публични регистри на депутатските сътрудници и законодателните предложения, препоръчани от ИМП. За 2011 г. ИМП удостоява с грамотата Подкомисията на парламента за контрол върху специалните разузнавателни средства „като знак за признание за техния обективен доклад за злоупотребите на МВР и службите за сигурност със СРС и трафични данни“ .

## Програми, партньори и донори
Институтът за модерна политика фокусира своята дейност в три основни тематични програми:
- Програма „Добро управление“;
- Програма „Мониторинг на законодателството“;
- Програма „Човешки права и защита от дискриминация“;
- Програма „Социологически изследвания“.

Сред посочените официални партньори и донори на Института за модерна политика са германските фондации – Фондация за свободата „Фридрих Науман“ и Фондация „Фридрих Еберт“, както и Европейският парламент и Групата на либералите и демократите за Европа, Американският еврейски комитет, Световнана асоциация на юристите със седалище Вашингтон, Фондация „Работилница за граждански инициативи“, датската фондация „Велукс“, швейцарската фондация „OAK“, Тръстът за гражданско общество в Централна и Източна Европа, Оперативна програма „Регионално развитие“, Европейския социален фонд, СУ „Св. Климент Охридски“ и др.
Институтът декларира в официалния си сайт, че воден от принципа на запазване на независимостта на своята дейност, не ползва и не приема финансиране от структурите, свързани с Джордж Сорос, Фондация „Америка за България“ и други политичечки мотивирани донори.

## Структура

### Управителен съвет
- Председател – Борислав Цеков;
- Програмен директор – Здравка Кръстева (преподавател в Юридическия факултет на СУ „Св. Климент Охридски“);
- Изп. директор – Петър Кичашки (юрист и правозащитник);
- Член – Андриан Боянов (юрист);
- Член – д-р Иво Инджов (политолог и преподавател в СУ);
- Член – Александър Желязков (адвокат).

### Консултативен борд
- проф. Владимир Чуков (арабист, университетски преподавател);
- Свилен Колев (експерт в областта на земеделието и европейските програми)
- Виктор Токушев (юрист, преподавател в СУ „Св. Климент Охридски“);
- Георги Цветков (адвокат);
- Пламен Петков (адвокат, председател на Асоциацията на младите юристи);
- Михаил Шишков (секретар на Независимия съюз за защита на потребителите);
- д-р Зора Генчева (богослов, бивш член на Комисията за защита от дискриминация);
- Яна Ангелова (икономист, финансов консултант);
- Яна Христова (юрист);
- Ралица Агайн (икономист, бивш зам.председател на Комисията за финансов надзор).

## Международно признание
През 2012 г. Институтът за модерна политика е удостоен с Втора награда за „Изследователски център (think tank) на Европа 2012“ сред повече от 100 номинации от цяла Европа . Видно от списъка с наградените в 12-те досегашни церемонии от 2001 г. насам, Институтът за модерна политика е първият тинк-танк от Източна Европа, който печели това отличие. Наградите са връчени за 12-а поредна година на специална церемония в Кралското общество на Великобритания, домакин е британското издание „Prospect Magazine“. Призът на Института за модерна политика е връчен от лорд Питър Менделсон, бивш европейски комисар по търговията и министър в няколко британски правителства. ИМП е подгласник на спечелилия първа награда най-голям европейски тинк-танк Bruegel, чийто председател е доскорошния директор на Европейската централна банка Жан-Клод Трише.
В мотивите за присъждане на наградата на ИМП се казва: „На второ място е Институтът за модерна политика, базиран в София – изследователски център (тинк-танк), който се занимава с конституционните и политически реформи в България. Неговите задълбочени анализи на дейността на българските власти и служби за сигурност, както и на корупцията в съдебната власт и в политиката са не само особено ценни, но и много смели. Журито намира дейността на Института за модерна политика в защита на демокрацията и гражданските права и в по-общ план усилията за укрепване на върховенството на закона в Югоизточна Европа за още по-важни в светлината на тежката криза в Гърция." 
Институтът за модерна политика е партньор на две от големите германски политически Фондации:
- Фондация за свободата „Фридрих Науман“, с която осъществява съвместни проекти в областта на медийната свобода и гражданското участие .
- Фондация „Фридрих Еберт“.

## Публикации
- Становища по дела пред Конституционния съд
- Специален доклад – Изборната реформа в XLII народно събрание, февруари 2014 г.
- Встъпителен доклад за 42-рото Народно събраниею май-юни 2013 г.
- Девети редовен доклад „За състоянието на парламентарното управление“, юли 2012
- „Медиите – между свободата, бизнеса и политиката“, Инджов, Иво, 2011 Архив на оригинала от 2016-03-04 в Wayback Machine.
- Доклад за състоянието на парламентарния контрол 2009 – 2011
- Позиция за състоянието на парламентарното управление 2009 – 2011
- Специален доклад за действия на правителството и службите за сигурност в България, които застрашават или пряко нарушават правата и свободите на гражданите
- Мониторингов доклад за дейността на парламента юли-декември 2010
- Мониторингов доклад за дейността на парламента февруари-юни 2010
- Мониторингов доклад за дейността на парламента декември 2009 – февруари 2010
- Мониторингов доклад за дейността на парламента юли-ноември 2009
- „Медиите – между свободата, бизнеса и политиката“, д-р Иво Инджов, 2011 Архив на оригинала от 2014-10-02 в Wayback Machine.
- „Гражданско участие в конституционното правосъдие“, автор и съставител: Борислав Цеков, 2014 г.